# Parc national de Theniet El Had
Le parc national de Theniet El Had (en arabe : الحديقة الوطنية ثنية الحد), est un parc national algérien, situé près de la ville de Theniet El Had dans la wilaya de Tissemsilt au Nord-ouest de l'Algérie, au centre de l'Atlas tellien et à la limite sud du grand massif de l'Ouarsenis. Avec ses 3 425 ha, ce parc abrite de vastes forêts de cèdres de l'Atlas (Cedrus atlantica) ainsi qu'une flore et une faune très diversifiées. Il offre également la possibilité de faire des randonnées.

## Description
La forêt des cèdres de Theniet El Had s’étend sur 3 424 ha dont 1 000 ha de cèdres dans le Massif du Ouarsenis dans l'Atlas Tellien. Le parc national, créé par le décret no 83-459 du 23 juillet 1983, a remplacé le parc initialement délimité sur 1 500 ha par l'arrêté no 3766 du 3 août 1929.
Le point culminant, Ras El Braret s’élève à 1 787 m, suivi immédiatement par Kef Siga (1 784 m) caractérisé par un immense rocher au sommet duquel sort hardiment un grand cèdre « parasol ». Les deux pics dominent le Rond Point des Cèdres (1 461 m).
Par Theniet El Had, le parc débute par une grande clairière, véritable mer de verdure, entourée de cèdres multi-centenaires. Le site est agrémenté d’une maison forestière et d’un chalet éponyme (Chalet Jourdan), construit en 1887 par Jourdan, délégué financier de Theniet El Had. À proximité de la maison forestière, sur le sentier qui monte vers Kef Siga, trône le fameux cèdre connu sous le nom de « Soltana » qui forme avec un autre cèdre, le « Sultan », un couple dont les troncs ne mesurent pas moins de 9 mètres de circonférence. Il ne reste d’eux que les troncs desséchés mais toujours enracinés grâce à un sève imputrescible qui les protège du pourrissement et la décomposition.
« El Meddad », autre nom de la forêt des cèdres, compte plusieurs sources ferrugineuses carbonatées à 12°, conseillées pour les maladies des intestins et des ulcères (Ain Harhar, Tirsout, Ouertane, Djèdj El-Ma, Sidi Abdoun – Eau sulfureuse).
La forêt des cèdres de Theniet El Had a une valeur écologique et de loisirs. Le cèdre appartient au « nobiliaire sylvestre ». Le parc national des Cèdres s’attèle, jusqu’à nos jours, à la préservation du site. Il occupe actuellement un imposant bâtiment, fleuron de l’architecture moderne construit au milieu d’une cédraie dominant les environs du haut de ses 1 100 m. La cour intérieure de l’établissement est agrémentée d’un chalet construit en bois de cèdre.
Guy de Maupassant écrivait : « Mais ce qui m'a laissé au cœur les plus chers souvenirs en cette excursion, ce sont les marches de l'après-midi le long des chemins un peu boisés sur ces ondulations de côtes d'où l'on domine un immense pays onduleux et roux depuis la mer bleuâtre jusqu'à la chaine de l'Ouarsenis qui porte sur ses faîtes la forêt de cèdres de Téniet-el-Had »- Allouma, de Guy de Maupassant. Texte publié dans L'Écho de Paris, février 1889, puis dans le recueil La main gauche.

## Vie sauvage

### Flore

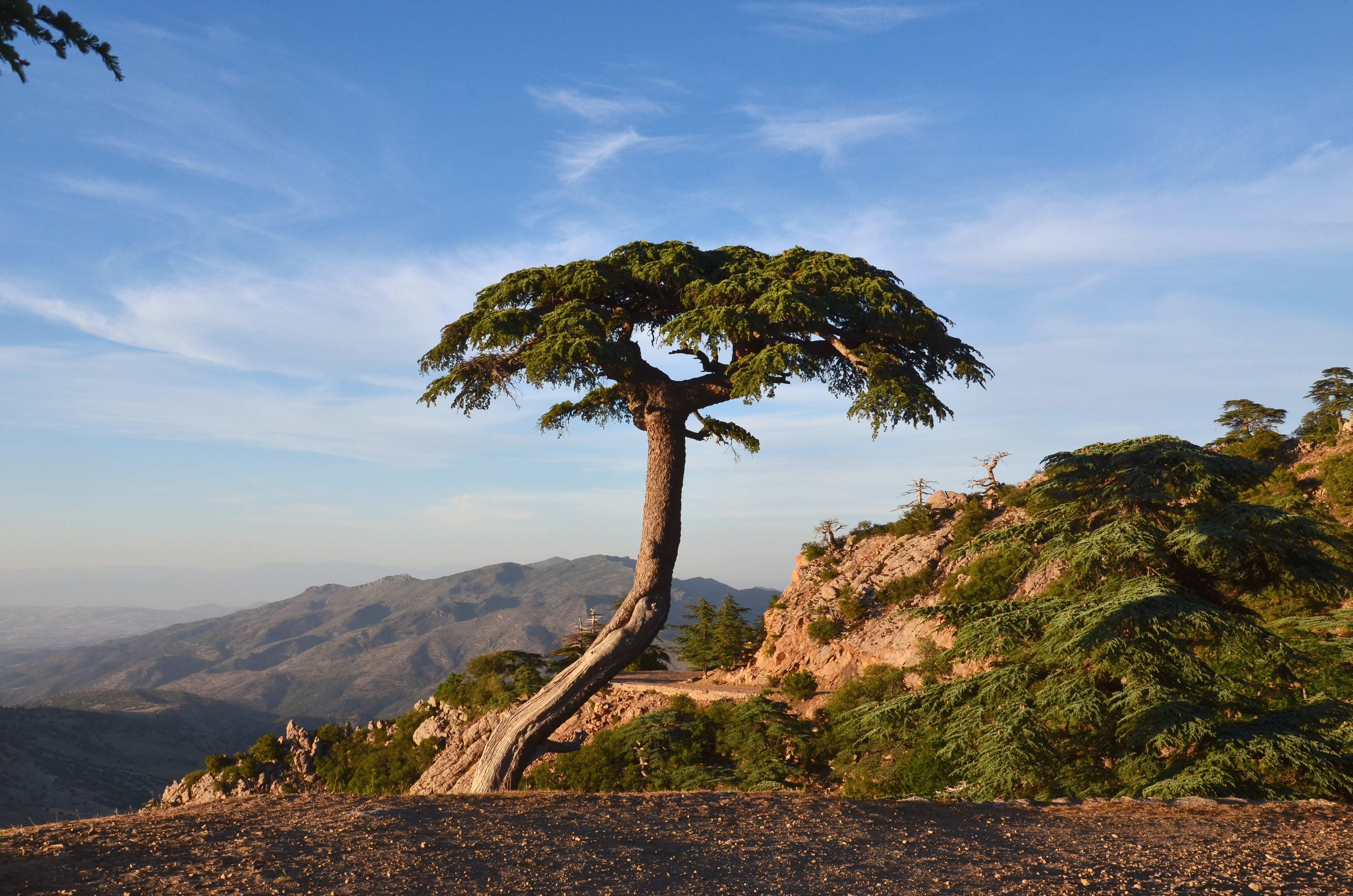
Un cêdre du parc national de Theniet El Had sur le chemin principal qui mène sommet du Ras El-Braret (1787 m)

L'étage étage du bioclimatique du parc national de Theniet El Had s’étale entre le subhumide et l’humide. La cédraie de ce parc est unique dans l’ouest algérien. Elle constitue également l’un des rares endroits dans le pourtour méditerranéen où le chêne liège végète à plus de 1 600 m. La flore comprend 450 espèces dont beaucoup sont endémiques à l’Algérie. La strate arborée comprend plus de 1 000 hectares de cèdre de l’Atlas (Cedrus atlantica), 1 000 ha de chêne vert (Quercus ilex), 504 ha de chêne zéen (Quercus faginea), 460 ha de chêne-liège (Quercus suber) et 460 hectares d’autres espèces dont l'érable, le saule, le frêne, l'aubépine, la rose églantine, le genêt, le calicotome, le calicotome spinosa, l’asphodèle, le diss, la férule, le chèvrefeuille, la lavande. On y trouve aussi une grande variété de mousses, des lichens et champignons.

### Faune

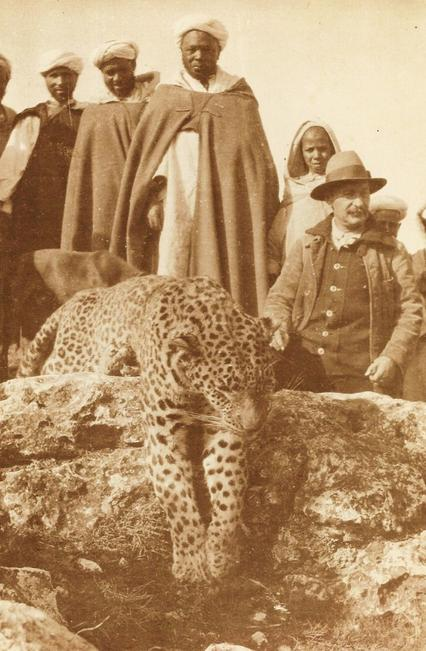
Léopard (Panthère) de l'Atlas

Le parc est un sanctuaire pour une large gamme d’espèces de flore et de faune pour certaines espèces menacées et en danger d’extinction, jouant un rôle crucial dans la conservation de ces espèces et dans la protection de la biodiversité mondiale.
Le parc abrite les espèces de mammifères suivantes :  le Sanglier, le Chat sauvage, la belette, la Genette, la Mangouste, le lièvre commun, le Lapin de garenne, la grande gerboise, le hérisson, le porc-épic, le lérot, le mulot sylvestre.
Le parc abrite les espèces d'oiseaux suivantes : le Milan noir, la Circaète Jean Blanc, l'Épervier d'Europe, la Buse féroce, l'Aigle de Bonelli, l'Aigle botté, l'Aigle royal, le Vautour percnoptère, la Gypaète barbu, le Faucon lanier, le Faucon pèlerin, le Perdrix gambra, la Caille des blés, le Pigeon biset, le Pigeon ramier, latourterelle des bois, le Coucou gris, le Mésanges du roitelet triple bandeau, du, legobemouche noir à demi-collier, le pic vert et le pic épeiche (Dendrocopos major).
La dernière Panthère de Barbarie (Panthera pardus panthera) de l'Ouarsenis y fut abattue le 21 mars 1919 à Douar Ghilés à Theniet El Had. Depuis la Panthère de Barbarie est aujourd'hui presque éteint en Afrique du Nord. Il resterait une petite population dans les montagnes de l'Atlas et des observations récentes auraient également été signalées en 2007 à l'ouest de l'Algérie et sa présence a été confirmée en 2006 dans les montagnes de l'Ahaggar, dans le désert algérien, où l'espèce n'avait jamais été recensée auparavant.

## Tourisme
De nombreux sites pleins d'intérêts caractérisent le parc national de Theniet El Had tels que : les belles futaies de cèdre (rond point des cèdres), la plus belle vue de montagne que l'on a à partir du sommet de Kef Siga (1 714 m) où l'on peut apercevoir même la Méditerranée.
Le mode de vie traditionnel rural ou rurbain perdurent, ancrés dans la terre, au rythme des saisons, chaud en été et neigeux en hiver. Au beaux jours, des fantasias sont fréquemment organisées pour célébrer les évènements culturels et religieux qui marquent la vie de ces habitants des montagnes. Le parc national de Theniet El Had, accueille de nombreux sentiers balisés propices à la randonnée pédestre, au VTT, à la randonnée équestre, ainsi qu'une zone de bivouac au départ de Theniet El Had. En hiver la pratique du ski de fond nordique et la marche en raquettes connaissent un fort engouement.
Le massif regorgent de peintures rupestres dans différentes zones dont le site d'art rupestre de Kasria dans la commune de Sidi Boutouchent aux limites du versant sud du parc national de Theniet el Had.

## Galerie

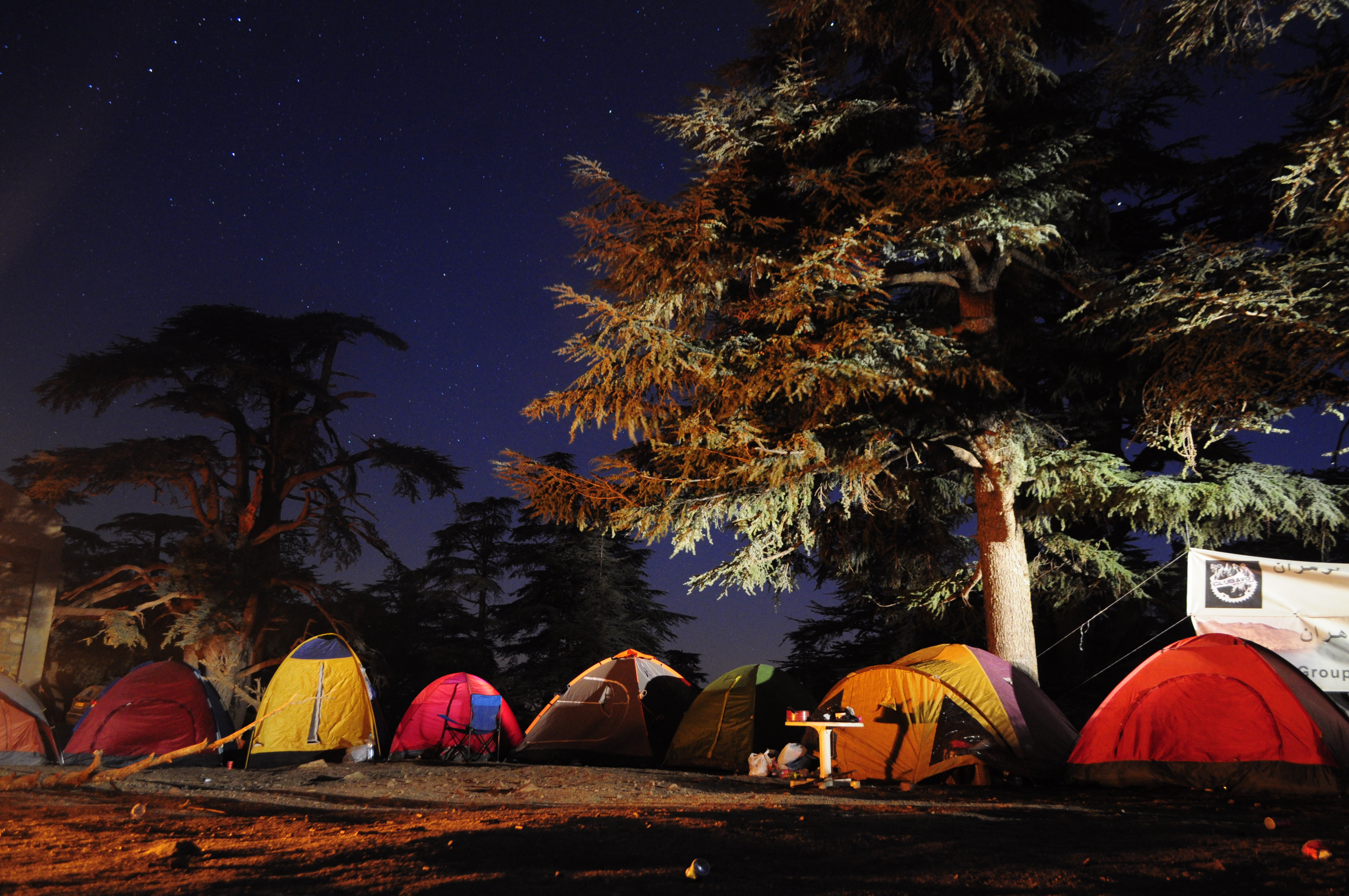
Bivouac au départ du parc à Theniet El Had
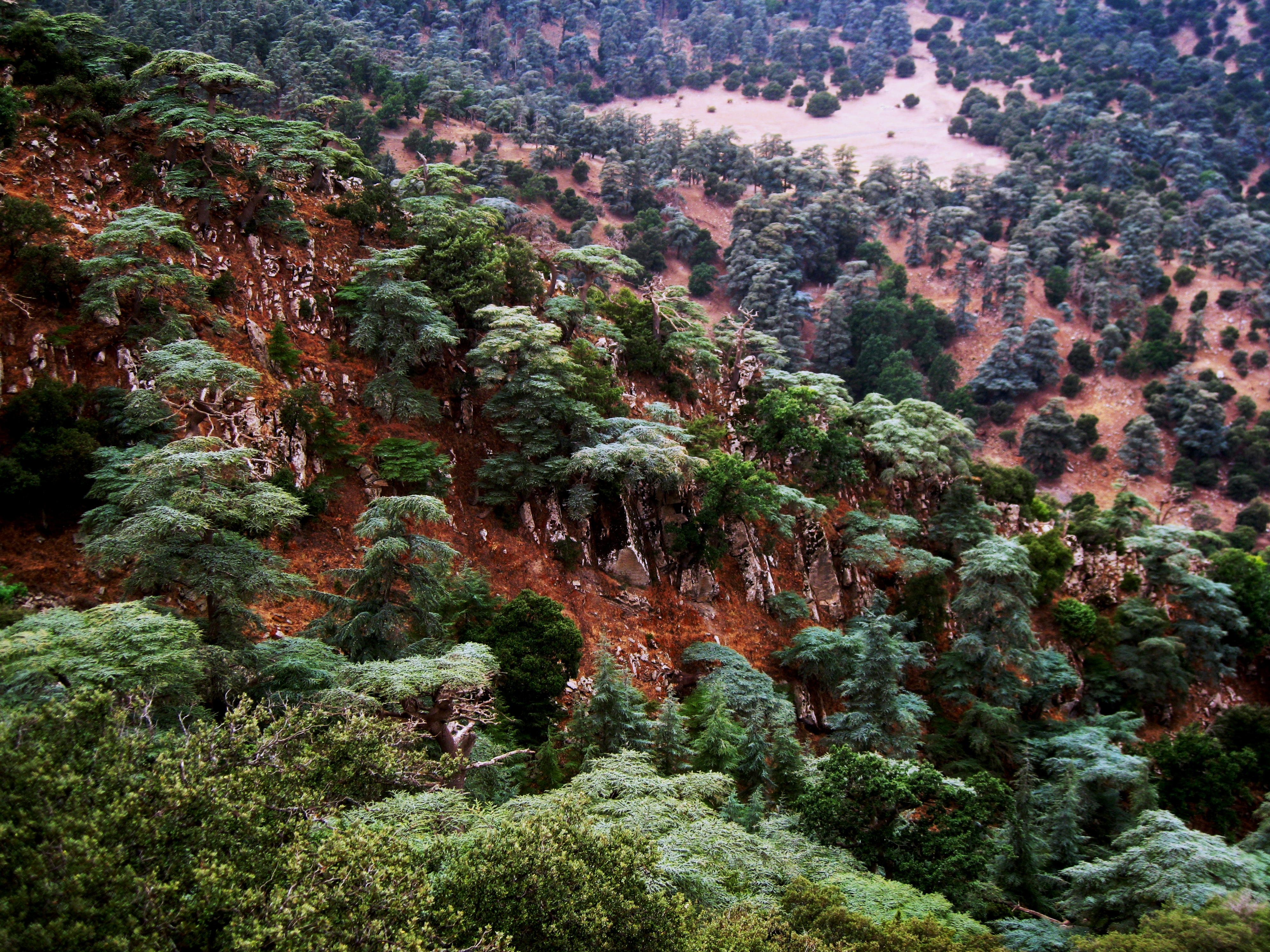
La forêt de cêdres
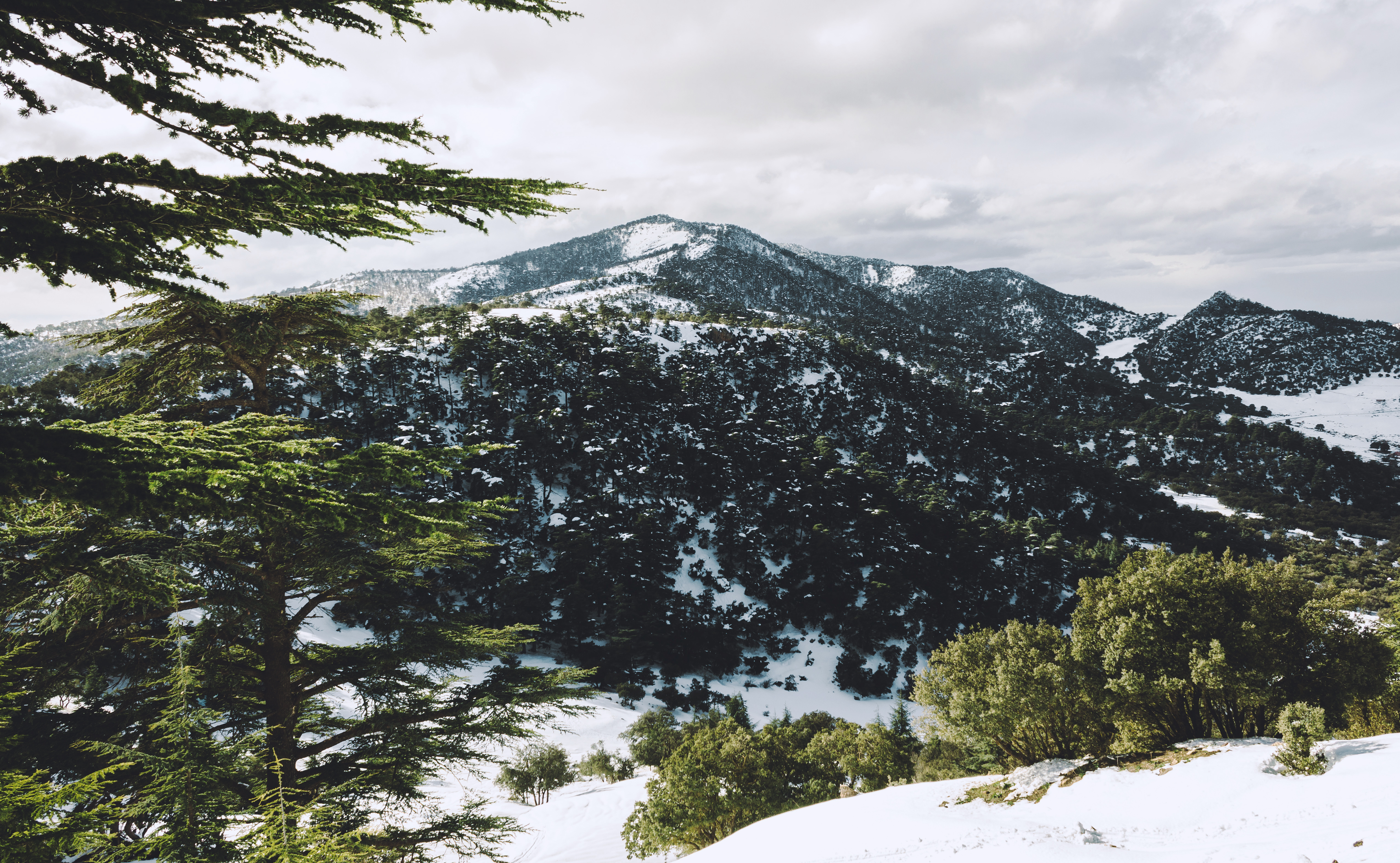
Ras El-Braret (1 787 m), sommet du Parc National de Theniet El Had
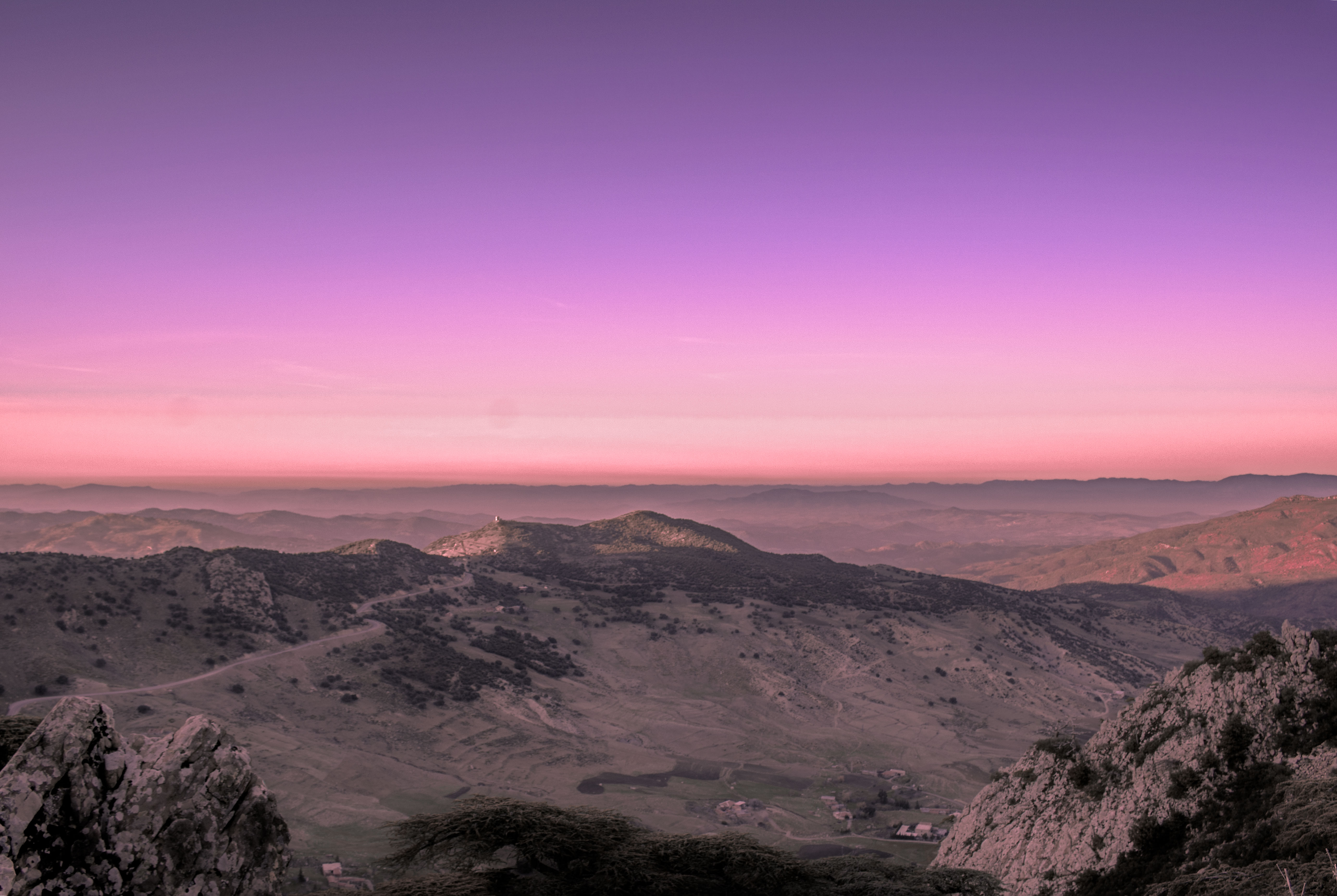
Coucher de soleil depuis le sommet du Ras El-Braret (1 787 m)